# Samuel Hoare
Samuel John Gurney Hoare, 1.º Visconde de Templewood OEI GBE CMG CP (24 de fevereiro de 1880 – 7 de maio de 1959), mais comumente conhecido como Sir Samuel Hoare, foi um político do Partido Conservador Britânico que serviu em vários postos do Gabinete nos governos Conservador e Nacional nas décadas de 1920 e 1930. Ele foi Secretário de Estado da Aeronáutica durante grande parte dos anos 1920 e novamente, por um breve período em 1940. Hoare é  talvez mais famoso por servir como Secretário de Assuntos Externos e da Commonwealth em 1935, quando foi o autor do Pacto Hoare–Laval com o Primeiro-Ministro Francês Pierre Laval. Também serviu como Secretário do Interior de 1937 a 1939 e como embaixador britânico na Espanha de 1940 a 1944.